# Дом № 14 по Тверской улице (Москва)
Дом № 14 по Тверской улице в Москве (известный как дом Е. И. Козицкой или дом Г. Г. Елисеева) — памятник истории и культуры Москвы XVIII века; в нём расположен знаменитый гастроном «Елисеевский», а также Государственный музей — культурный центр «Интеграция» имени Н. А. Островского.

## История
Дом № 14 по Тверской улице был построен на углу Тверской улицы и переулка, носившего тогда название Сергиевского, в конце 80-х годов XVIII века по проекту архитектора Матвея Фёдоровича Казакова. Говорили, что «дворец на Тверской» строил статс-секретарь Екатерины II Григорий Васильевич Козицкий для своей жены Екатерины Ивановны Козицкой (в девичестве Мясниковой), но это не так: почти за 15 лет до начала строительства Григорий Козицкий, попав в государственную опалу, покончил с собой, нанеся себе 32 ножевые раны. Так что к моменту начала строительства Екатерина Козицкая давно уже была вдовой и самостоятельно занималась домом. Вскоре Сергиевский переулок был переименован в честь новой хозяйки дома в Козицкий.
Новый дом Козицкой воплощал в себе всё совершенство и гармонию архитектуры классицизма. Это лёгкое шестиколонное здание было великолепно и внутри, и снаружи. Интерьеры были так роскошны, что это обстоятельство послужило причиной отказа московских университетских властей от найма его для размещения студентов и профессоров после пожара 1812 года, когда собственный дом университета на Моховой почти полностью выгорел. Ректор Московского университета Иван Андреевич Гейм писал о доме Козицкой: «Только нижний его этаж по простой своей отделке был бы способен для помещения в нём университетских студентов и кандидатов, а второй этаж отделан так богато и убран так великолепно, что никаким чиновникам, а того менее студентам, в оном жить никак не можно, чтоб не испортить штучных полов и штофных обоев, огромных дорогих трюмо и прочее…»
Впоследствии, в качестве приданого дочери Козицких Анны, дом переходит русскому дипломату Александру Михайловичу Белосельскому-Белозерскому, имевшему от первого брака двух дочерей Зинаиду и Марию.
Зинаида Александровна Белосельская-Белозерская в совершенстве владела французским, итальянским, английским языками, знала греческий, латынь. У неё был литературный талант, она была великолепнейшей певицей. Её редким по красоте голосом восхищался итальянский композитор Россини. Красавица, обладавшая блестящим умом, тонкая ценительница и покровительница искусств, она сочиняла музыку, ставила оперы, где выступала в главных ролях, писала стихи и прозу, увлекалась живописью. В 1811 году Зинаида Александровна вступила в брак с Никитой Григорьевичем Волконским, родным братом будущего декабриста Сергея Григорьевича Волконского.
В 1824 году княгиня Зинаида Александровна Волконская переезжает в Москву и поселяется в доме № 14 по улице Тверской. Она превратила дом в настоящий храм искусств, поместив в нём коллекцию отца, где были оригиналы и копии знаменитейших произведений живописи, а стены комнат были украшены фресками в стиле различных эпох. Княгиня Волконская устраивала у себя в доме литературно-музыкальные вечера. Её салоны пользовались большой известностью. В доме выступали великосветские любители — известный виолончелист граф Михаил Юрьевич Виельгорский, певица Екатерина Петровна Лунина-Риччи, а также другие талантливые музыканты и певцы итальянской оперы. В доме бывали Александр Сергеевич Пушкин и Василий Жуковский, Пётр Вяземский, Фёдор Тютчев, Денис Давыдов и Александр Одоевский, Иван Тургенев, Александр Алябьев и многие другие.
В 1825 году в этом доме проездом в Сибирь останавливалась невестка Зинаиды Волконской — Мария Николаевна Волконская (в девичестве Раевская), жена сосланного декабриста Сергея Григорьевича Волконского. Чтобы хоть как-то скрасить Марии последние часы перед страшным путешествием, Зинаида Александровна собирает у себя в доме «Прощальный вечер», куда приглашает лучших исполнителей итальянской музыки, которые в то время были в Москве. На том вечере также присутствует и Пушкин.
В 1829 году Волконские уезжают в Италию, но дом остаётся во владении Белосельских-Белозерских. Последующее упоминание о доме относится уже к концу 1860-х годов, когда в нём размещался пансион Э. Х. Репмана, в котором учились дети богатых родителей.
В начале 1870 года дом приобретает подрядчик Самуил Миронович Малкиель (1836—?), занимающийся поставками обуви для российской армии. Дом переделывается по новой моде архитектором Августом Егоровичем Вебером в 1874 году: снимаются классический портик и колонны, почти полностью изменяется фасад. Со времени Малкиеля нижний этаж дома занимал магазин портного Корпуса, а бельэтаж — богатые квартиры. Внутренность роскошных залов была сохранена. Остались также беломраморная лестница и подъезд, выходивший на парадный двор. Домом по очереди владели купцы Носовы, Ланины, Морозовы.

### «Елисеевский»
В 1898 году дом приобретает петербургский купец-миллионер Григорий Григорьевич Елисеев. Дом со всех сторон заключают в деревянные леса, так чтобы никто не мог проникнуть на его территорию, и начинается новая глобальная перестройка. Для переделки дома Елисеевым был приглашён петербургский инженер Гавриил Васильевич Барановский, позднее построивший для Елисеева несколько домов в Петербурге. Отделкой интерьеров вместе с Барановским занимались архитекторы Воейков и Перетяткович. Проходивший когда-то под домом проезд, в который могли въезжать кареты, стал главным входом в магазин, а комнаты первого и второго этажей превратились в огромный торговый зал, сверкающий причудливой декоративной обработкой стен и яркими огнями изящных огромных люстр. Особняк на Тверской принадлежал Елисееву до 1917 года.
В годы советской власти магазин получил наименование «Гастроном № 1», но неофициально продолжал называться «Елисеевским». Был одним из образцовых и передовых предприятий советской торговли. В начале 1980-х годов с гастрономом связано громкое уголовное дело, в результате которого за хищения осуждены многие работники гастронома, а директор Соколов расстрелян по приговору суда.
В 1991 году гастроном приватизирован, в начале 2000-х годов сменил собственника, часть площадей сдана в аренду (их заняли ресторан «Этаж» и ночной клуб YE). В 2003 году проведена реконструкция, восстановившая некоторые интерьеры магазина Елисеевых и переформатировавшая прилавочный магазин в универсам. С 2005 года оператором гастронома стала розничная торговая сеть «Алые паруса». С 2015 года Правительством Москвы готовится продажа площадей с обременением в виде договоров аренды под магазин-гастроном.

### Государственный музей — культурный центр «Интеграция» имени Н. А. Островского
С 1918 года часть дома использовалась под квартиры. В 1935—1936 годах в одной из них провёл последний год своей жизни Николай Алексеевич Островский: он прожил 32 года, из которых 9 лет был прикован к постели. В 1940 году в квартире создан мемориальный музей Островского.
В 1992 году музей был переименован в Государственный музей — гуманитарный центр «Преодоление» имени Николая Островского, экспозиция расширена творчеством людей с ограниченными возможностями здоровья. В 2016 году переименован в Государственный музей — культурный центр «Интеграция» имени Н. А. Островского.